# Wolfersdorf (Bavière)
Pour les articles homonymes, voir Wolfersdorf.
Wolfersdorf est une commune de Bavière (Allemagne), située dans l'arrondissement de Freising, dans le district de Haute-Bavière.